# NGC 469

NGC 469

NGC 469 هي مجرة تتبع كوكبة الحوت. اكتشفها ألبرت مارث في 3 نوفمبر 1864.

## روابط خارجية
- NGC 469 على موقع ويكي سكاي: DSS2, SDSS, GALEX, IRAS, Hydrogen α, X-Ray, Astrophoto, Sky Map, Articles and images